# Polychronis Tzortzakis
Polychronis Tzortzakis (griechisch Πολυχρόνης Τζωρτζάκης, * 3. Januar 1989 in Chania) ist ein griechischer Radrennfahrer.

## Sportlicher Werdegang
Nach ersten Erfolgen bei den Junioren war Tzortzakis zunächst auf der Bahn erfolgreich, wo er von 2008 bis 2012 insgesamt acht nationale Titel gewann. Auf der Straße begann er seine internationale Karriere beim griechische Continental Team Heraklion Kastro-Murcia. 2012 ging er nach Frankreich, wo er bis 2016 für mehrere Vereine an den Start ging und bei Rennen des nationalen Kalenders erfolgreich war. 2014 wurde er erstmals Griechischer Meister in der Elite im Einzelzeitfahren, 2015 im Straßenrennen. Bis 2022 folgten fünf weitere nationale Titel.
2017 kehrte Tzortzakis auf die kontinentale Ebene zurück und wurde zunächst Mitglied im Team RTS-Monton Racing, um ein Jahr später zu Tarteletto-Isorex zu wechseln. In der Saison 2019 erzielte er seine ersten internationalen Erfolge, als er insgesamt vier Etappensiege sowie den Gewinn der Gesamtwertung bei der Ägypten-Rundfahrt und bei In the footsteps of the Romans seinem Palmarès hinzufügen konnte. Nach einem Jahr Unterbrechung wurde er zur Saison 2021 Mitglied im Kuwait Pro Cycling Team, für das er bei der Tour de Guadeloupe 2021 zwei Etappen gewann. Nachdem er bereits mehrfach an Weltmeisterschaften und Europameisterschaften teilgenommen hatte, wurde er für die Olympische Sommerspiele 2020 in Tokio nominiert, wo er im Straßenrennen den 63. Platz belegte.
Seit der Saison 2023 fährt Tzortzakis für den griechischen Verein PS Kronos Nikaias, für den er bereits zwei Siege auf der UCI Europe Tour erringen konnte.

## Erfolge

### Straße
2007
- Griechischer Meister – Straßenrennen (Junioren)

2010
- Griechischer Meister – Einzelzeitfahren (U23)

2011
- Griechischer Meister – Einzelzeitfahren (U23)

2014
- Griechischer Meister – Einzelzeitfahren

2015
- Griechischer Meister – Straßenrennen

2017
- Griechischer Meister – Einzelzeitfahren

2018
- Griechischer Meister – Straßenrennen

2019
- Gesamtwertung und Prolog Ägypten-Rundfahrt
- zwei Etappen und Punktewertung Tour du Maroc
- Gesamtwertung und eine Etappe In the footsteps of the Romans
- Griechischer Meister – Einzelzeitfahren

2020
- Griechischer Meister – Einzelzeitfahren

2021
- Griechischer Meister – Einzelzeitfahren
- zwei Etappen und Punktewertung Tour de Guadeloupe

2023
- eine Etappe Tour of Albania
- Syedra Ancient City

### Bahn
2007
- Griechischer Meister – Punktefahren (Junioren)

2008
- Griechischer Meister – Madison mit Giorgos Tzortzakis

2009
- Griechischer Meister – Madison mit Giorgos Tzortzakis

2010
- Griechischer Meister – Mannschaftsverfolgung mit Panagiotis Chatzakis, Ioannis Drakakis und Georgios Tzortzakis
- Griechischer Meister – Madison mit Giorgos Tzortzakis
- Griechischer Meister – Omnium

2011
- Griechischer Meister – Einerverfolgung
- Griechischer Meister – Madison mit Dimitris Chaidemenakis

2012
- Griechischer Meister – Madison mit Alexandros Papaderos

2023
- Griechischer Meister – Einerverfolgung